# Suolojaure (Arjeplogs socken, Lappland, 738390-154475)
Suolojaure är en sjö i Arjeplogs kommun i Lappland och ingår i Skellefteälvens huvudavrinningsområde. Sjön har en area på 1,06 kvadratkilometer och ligger 802,5 meter över havet.

## Delavrinningsområde
Suolojaure ingår i det delavrinningsområde (738530-154500) som SMHI kallar för Utloppet av Suolojaure. Medelhöjden är 831 meter över havet och ytan är 6,73 kvadratkilometer. Det finns inga avrinningsområden uppströms utan avrinningsområdet är högsta punkten. Vattendraget som avvattnar avrinningsområdet har biflödesordning 3, vilket innebär att vattnet flödar genom totalt 3 vattendrag innan det når havet efter 348 kilometer. Avrinningsområdet består mestadels av kalfjäll (83 procent). Avrinningsområdet har 1,13 kvadratkilometer vattenytor vilket ger det en sjöprocent på 16,8 procent.